# Nevraphes plicicollis
Nevraphes plicicollis är en skalbaggsart som beskrevs av Edmund Reitter 1879. Nevraphes plicicollis ingår i släktet Nevraphes, och familjen glattbaggar. Enligt den svenska rödlistan är arten nära hotad i Sverige. Arten förekommer i Götaland, Svealand och Nedre Norrland. Artens livsmiljö är skogslandskap.